# Vrăjitorul din Linn
Vrăjitorul din Linn (engleză: The Wizard of Linn) este un roman științifico-fantastic scris de A. E. van Vogt ca un sequel al romanului Imperiul atomului. Romanul a fost inițial serializat în revista Astounding Science Fiction (aprilie - iunie 1950). A fost prima oară publicat sub formă de carte în 1961 în limba germană ca Der Zauberer Von Linn și prima oară în limba engleză în 1962 de către Ace Books.

## Povestea
Un război între umanitate și o rasă extraterestră, cunoscută sub numele de Riss, a dus la distrugerea sistemului solar, în timp ce geniul uman mutant Clane Linn a învins hoardele șefului barbar Czinczar, așa cum este descris în prequel. Linn l-a repudiat pe Czinczar pentru a uzurpa conducerea Imperiului Linn. După ce realizează întârzierea tehnologică a omenirii, el concepe un plan pentru a merge într-o expediție interstelară în căutare de restaurări tehnologice, pentru a salva omenirea în cele din urmă.

## Primire
Florin Manolescu remarcă că singurul om de știință al Imperiului Linn, Clane, este un mutant care își ascunde diformitățile sub o robă de preot.